# Polvijärvet
Polvijärvet eller Polvijärvi är en sjö i Finland. Den ligger i kommunen Heinävesi i landskapet Södra Savolax, i den sydöstra delen av landet, 300 km nordost om huvudstaden Helsingfors. Polvijärvet ligger 98,4 meter över havet. Den ligger vid sjön Monikkajärvet. I omgivningarna runt Polvijärvet växer i huvudsak barrskog. Arean är 1,3 kvadratkilometer och strandlinjen är 12,95 kilometer lång. Sjön  ingår i Vuoksens huvudavrinningsområde. 